# Hysteria (singel Muse)
Hysteria – singel angielskiego zespołu rockowego Muse z ich trzeciego albumu, Absolution. Został wydany 1 grudnia 2003 roku i powtórzył osiągnięcie poprzedniego singla, „Time Is Running Out”. również zajmując 9. miejsce na amerykańskiej liście Modern Rock Tracks. Na brytyjskiej UK Singles Chart utwór zajął 17. pozycję.
„Hysteria” znajduje się na dwóch koncertowych DVD Muse – Absolution Tour i H.A.A.R.P. Okładka do singla na płycie winylowej została wybrana drogą konkursową, którego zwycięzcą został Adam Falkus. Pozostałe, najlepsze prace uczestniczące w konkursie, znalazły się na jego wersji DVD.
W teledysku do piosenki, opartym na hotelowej scenie z filmu Ściana, wystąpił aktor Justin Theroux. Do wydania singla w Stanach Zjednoczonych powstał zupełnie inny klip.

## W mediach
Amerykańska stacja telewizyjna TNT wykorzystywała utwór w swoich reklamach pod koniec 2004 roku, można go było usłyszeć również w spocie telewizyjnym perfum Insolence firmy Guerlain. „Hysteria” użyto ponadto w jednym z odcinków drugiego sezonu serialu komediowego HBO Ekipa, a także (wspólnie z innym utworem z albumu Absolution, „Blackout”) w filmie Milionerzy. Podczas sezonu 2006/07 ligi NHL drużyna Washington Capitals wykorzystywała piosenkę jako muzyczne wprowadzenie do drugiej tercji meczów rozgrywanych we własnej hali.
„Hysteria” znajduje się na liście utworów dostępnych w popularnej grze muzycznej Rock Band.

## Lista utworów

### Winyl 7”. CD
1. „Hysteria” – 3:47
2. „Eternally Missed” – 6:05
Produkcja John Cornfield, Paul Reeve oraz Muse.

### DVD
1. „Hysteria” (teledysk – wersja reżyserska)
2. „Hysteria” (DVD Audio)
3. „Hysteria” (live on MTV2 Video)
4. „Artwork Gallery”